# Correspondance McMahon-Hussein

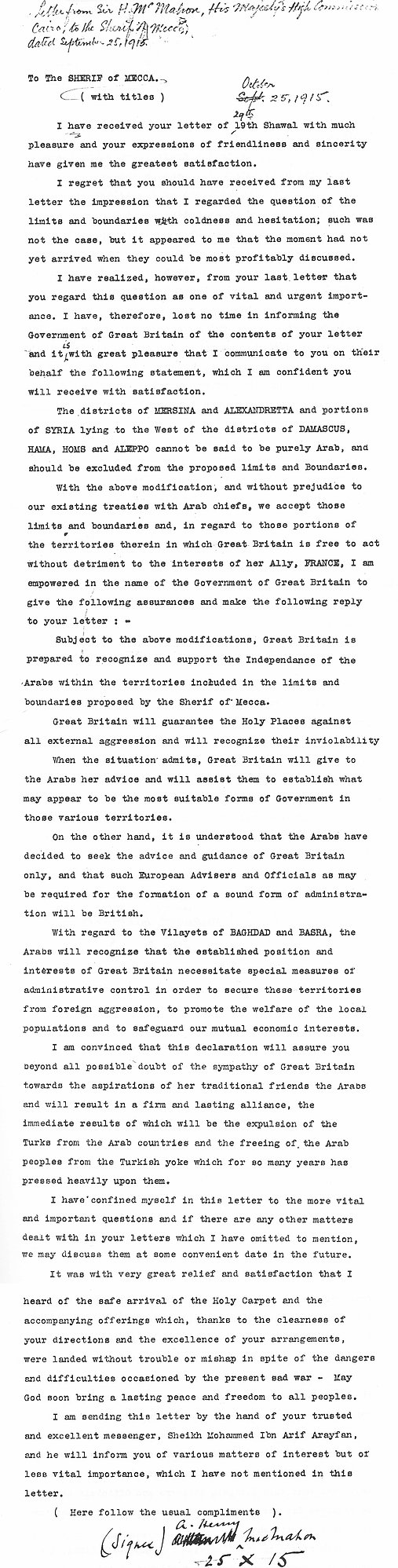
Lettre du 25 Octobre 1915

La correspondance McMahon-Hussein ou correspondance Hussein-McMahon, est une série de dix lettres échangées de juillet 1915 à mars 1916, pendant la Première Guerre mondiale, entre Hussein bin Ali, Chérif de La Mecque et le lieutenant-colonel Sir Henry McMahon, Haut-Commissaire britannique en Égypte, concernant le futur statut politique des terres sous l'Empire ottoman et le devenir du califat islamique.
L'ensemble de cette correspondance, (5 lettres et 5 réponses) a été publié sous diverses formes du vivant de Hussein : d'abord en arabe par Amin Said en 1935 au Caire dans son ouvrage La Grande révolte arabe (Al-Thaura al-arabiyya al-kubra), puis par George Antonius Le Réveil arabe (The Arab Awakening) en anglais en 1938. De plus, lors du congrès anglo-arabe de 1939 sur l'avenir de la Palestine, des exemplaires sont distribués à tous les participants pour attester de la situation des négociations entre les Hachémites et les autorités britanniques pendant la Guerre.

## Contexte politique
L'Empire ottoman entre dans la guerre de manière partiellement inattendue. En effet, l'empire est gouverné depuis 1913 par un triumvirat ("le régime des 3 pachas") constitué de Enver Pacha, Djemal Pacha, et Talaat Pacha, les deux premiers étant favorables respectivement à l'Alliance pour Enver, et à l'Entente pour Djemal. La question de la dislocation de l'Empire ottoman semble se poser une nouvelle fois, alors que l'Empire choisit, sous la pression du bombardement de la flotte russe en mer Noire, le camp de l'Alliance. Depuis le début du XIXe siècle la diplomatie européenne avait a de nombreuses reprises évité un démembrement de l'Empire à travers les crises successives (1840, 1856, 1878, 1913). Pour la première fois de son histoire l'empire est en guerre contre l'Angleterre et la France, ses protecteurs traditionnels. La question de califat est mêlée voire confondue dans la question de la survie ou non de l'empire, les puissances impériales européennes craignant que les Ottomans ne cherchent à mobiliser le référent religieux islamique pour déclencher une guerre sainte dans leurs possessions musulmanes (Afrique du Nord pour la France et Inde et Égypte pour le Royaume-Uni). Le Royaume-Uni et spécialement Lord Kitchener a été durablement marqué par la révolte des Cipayes, où la mainmise britannique sur l'Inde a manqué de disparaître. Cette volonté de contrôler le potentiel politique du référent culturel musulman fait naître des projets de "califats arabes" que ce soit de la part des Anglais (en misant sur les Hachémites) ou en réaction de la part des Français préférant par le truchement de Hubert Lyautey mettre leurs espoirs dans un califat arabe marocain, sous influence française.
Ce dernier déclare dans un courrier du 22 décembre 1915 :
"Je vois qu'il se crée une légende que je poursuis l'instauration d'un califat de l'Afrique du Nord sous le sultan du Maroc, alors que si on veut bien relire avec attention mon rapport la lettre adressée à M. Gaillard, on verra qu'il s'agissait simplement d'une parade pour le cas où l'Angleterre aurait songé à faire passer le califat au Chérif de la Mecque, dans l'hypothèse d'une dissolution du califat de Stamboul". (Fonds Gouraud, Ministère des Affaires Étrangères, PA, AP 399, C24-D2). (Document n°230 CMC). 
La question de l'avenir des provinces arabes est pris dans un faisceau de rivalité sur le contrôle à la fois du territoire, mais aussi du potentiel symbolique du califat, avec 3 groupes d'acteurs : les puissances impériales européennes (France, Royaume-Uni, Russie, Italie), l'Empire Ottoman et les Arabes.
C'est dans ce contexte politique troublé que Hussein prend contact avec MacMahon.

## Première lettre du Chérif Hussein: 14 Juillet 1915
La lettre publiée en 1939 par le gouvernement britannique contient une note en bas de page : Document « non daté et non signé, joint à une lettre non signée du Chérif adressée à Ronald Storrs, datée du 14 juillet 1915 ».
Alors même que l'intégralité de l'Orient Arabe fait encore partie de l'Empire ottoman, la lettre du Chérif Hussein présente la « nation arabe » comme une entité déjà « décidée ». Il sollicite au nom de cette nation arabe en devenir l'appui du Royaume-Uni, et propose une alliance anglo-arabe reposant sur 6 propositions listées en fin de lettre.
1. Reconnaissance de l'indépendance des pays arabes ("the independance of the arab countries") dans les frontières explicitées par le Chérif (Au Nord, Mersine, au Sud l'Océan Indien, à l'Ouest la Méditerranée, à l'Est la frontière avec la Perse)[6]. Le Royaume-Uni reconnaît l'établissement d'un califat arabe. (Pour rappel, le Califat était depuis 1517 aux mains des Turcs de la Maison d'Osman ; après avoir été tenu à partir de 1261[7] par les Mamelouks d'Egypte, à la suite de la chute de Bagdad en 1258 devant les Mongols commandés par Houlagou[8]).
2. Reconnaissance d'une préférence économique dans l'ensemble du territoire pour la nation britannique[6].
3. Assistance mutuelle, navale et terrestre contre toute puissance étrangère[6].
4. Neutralité mutuelle en cas de conflit offensif[6].
5. Abolition de l'intégralité du système des Capitulations à travers une conférence négociée[6].
6. Permanence des articles 3 et 4 pour une durée de 50 ans renouvelable au besoin[6].

### Réponse de McMahon
McMahon répond le 30 août en termes positifs quant au projet de califat arabe mais reste évasif quant à la question des frontières en sachant que les buts de guerre français, britanniques et russes ne sont pas encore fixés et pourrait rentrer en conflit avec les aspirations arabes.